# Nuoto ai XVI Giochi paralimpici estivi - Uomini 100 metri dorso
Le gare di nuoto 100 metri dorso uomini ai XVI Giochi paralimpici estivi si sono svolte tra il 25 agosto e il 3 settembre 2021 presso il Tokyo Aquatics Centre. 

## Programma
Sono stati disputati 11 eventi, nove dei quali articolati in una serie di batterie di qualificazione in mattinata; la finale è stata disputata nel pomeriggio/sera del medesimo giorno.
| Evento | Data   | Data   | Data   | Data   | Data   | Data   | Data   | Data   | Data   | Data   | Data   | Data   | Data   | Data   | Data  | Data  | Data  | Data  | Data  | Data  |
| Evento | Mer 25 | Mer 25 | Gio 26 | Gio 26 | Ven 27 | Ven 27 | Sab 28 | Sab 28 | Dom 29 | Dom 29 | Lun 30 | Lun 30 | Mar 31 | Mar 31 | Mer 1 | Mer 1 | Gio 2 | Gio 2 | Ven 3 | Ven 3 |
| Evento | M      | P      | M      | P      | M      | P      | M      | P      | M      | P      | M      | P      | M      | P      | M     | P     | M     | P     | M     | P     |
| ------ | ------ | ------ | ------ | ------ | ------ | ------ | ------ | ------ | ------ | ------ | ------ | ------ | ------ | ------ | ----- | ----- | ----- | ----- | ----- | ----- |
| S1     |        | F      |        |        |        |        |        |        |        |        |        |        |        |        |       |       |       |       |       |       |
| S2     | B      | F      |        |        |        |        |        |        |        |        |        |        |        |        |       |       |       |       |       |       |
| S6     |        |        |        |        |        |        |        |        |        |        |        |        |        |        |       |       |       |       | B     | F     |
| S7     |        |        |        |        |        |        |        |        |        |        | B      | F      |        |        |       |       |       |       |       |       |
| S8     |        |        |        |        | B      | F      |        |        |        |        |        |        |        |        |       |       |       |       |       |       |
| S9     |        |        |        |        |        |        |        |        |        |        | B      | F      |        |        |       |       |       |       |       |       |
| S10    |        |        |        |        |        |        |        |        |        |        |        |        |        |        |       |       | B     | F     |       |       |
| S11    |        |        |        |        |        |        | B      | F      |        |        |        |        |        |        |       |       |       |       |       |       |
| S12    |        |        |        |        |        | F      |        |        |        |        |        |        |        |        |       |       |       |       |       |       |
| S13    |        |        | B      | F      |        |        |        |        |        |        |        |        |        |        |       |       |       |       |       |       |
| S14    |        |        |        |        |        |        |        |        |        |        |        |        |        |        |       |       | B     | F     |       |       |

| M | mattina | P | Pomeriggio/sera |

| B | Batterie di qualificazione | F | Finale per medaglia d'oro |

## Risultati
Tutti i tempi sono espressi in secondi.

### S1
| Pos. | Atleta                    | Nazione     | Tempo   | Note |
| ---- | ------------------------- | ----------- | ------- | ---- |
|      | Iyad Shalabi              | Israele     | 2:28,04 |      |
|      | Anton Kol                 | Ucraina     | 2:28,29 |      |
|      | Francesco Bettella        | Italia      | 2:32,08 |      |
| 4    | Dimitrios Karypidis       | Grecia      | 2:58,07 |      |
| 5    | Jose Ronaldo da Silva     | Brasile     | 3:03,18 |      |
| 6    | Luis Eduardo Rojas Osorno | Colombia    | 3:39,25 |      |
| 7    | Aliaksei Talai            | Bielorussia | 4:01,23 |      |

### S2
| Pos. | Atleta                    | Nazione | Tempo   | Note |
| ---- | ------------------------- | ------- | ------- | ---- |
|      | Alberto Abarza            | Cile    | 2:00,40 |      |
|      | Gabriel dos Santos Araujo | Brasile | 2:02,47 |      |
|      | Vladimir Danilenko        | RPC     | 2:02,74 |      |
| 4    | Jacek Czech               | Polonia | 2:12,53 |      |
| 5    | Aristeidis Makrodimitris  | Grecia  | 2:14,54 |      |
| 6    | Kamil Otowski             | Polonia | 2:15,09 |      |
| 7    | Roman Bondarenko          | Ucraina | 2:16,71 |      |
| 8    | Rodrigo Santillan         | Perù    | 2:21,95 |      |

### S6
| Pos. | Atleta               | Nazione     | Tempo   | Note |
| ---- | -------------------- | ----------- | ------- | ---- |
|      | Jia Hongguang        | Cina        | 1.12,72 |      |
|      | Matías de Andrade    | Argentina   | 1.15,40 |      |
|      | Dino Sinovčić        | Croazia     | 1.15,74 |      |
| 4    | Yang Hong            | Cina        | 1.15,83 |      |
| 5    | Wang Jingang         | Cina        | 1.16,51 |      |
| 6    | Laurent Chardard     | Francia     | 1.19,00 |      |
| 7    | Thijs van Hofweegen  | Paesi Bassi | 1.19,69 |      |
| 8    | David Sanchez Sierra | Spagna      | 1.19,92 |      |

### S7
| Pos. | Atleta              | Nazione   | Tempo   | Note                |
| ---- | ------------------- | --------- | ------- | ------------------- |
|      | Andrii Trusov       | Ucraina   | 1:08,14 | Record mondiale     |
|      | Pipo Carlomagno     | Argentina | 1:08,83 | Record panamericano |
|      | Mark Malyar         | Israele   | 1:10,83 |                     |
| 4    | Andrei Gladkov      | RPC       | 1:10,58 |                     |
| 5    | Yevhenii Bohodaiko  | Ucraina   | 1:11,57 |                     |
| 6    | Federico Bicelli    | Italia    | 1:12,25 |                     |
| 7    | Inaki Basiloff      | Argentina | 1:15,00 |                     |
| 8    | Lucas Nicolas Poggi | Argentina | 1:15,22 |                     |

### S8
| Pos. | Atleta              | Nazione     | Tempo   | Note            |
| ---- | ------------------- | ----------- | ------- | --------------- |
|      | Robert Griswold     | Stati Uniti | 1:02,55 | Record mondiale |
|      | Iñigo Llopis Sanz   | Spagna      | 1:06,82 |                 |
|      | Liu Fengqi          | Cina        | 1:07,09 |                 |
| 4    | Jesse Aungles       | Australia   | 1:07,94 |                 |
| 5    | Kota Kubota         | Giappone    | 1:09,09 |                 |
| 6    | Pavel Kuklin        | RPC         | 1:09,26 |                 |
| 7    | Jopseph Perppersack | Stati Uniti | 1:09,45 |                 |
| 8    | Jurijs Semjonovs    | Lettonia    | 1:10,44 |                 |

### S9
| Pos. | Atleta            | Nazione       | Tempo   | Note               |
| ---- | ----------------- | ------------- | ------- | ------------------ |
|      | Bogdan Mozgovoi   | RPC           | 1:01,65 | Record paralimpico |
|      | Yahor Shchalkanau | Bielorussia   | 1:01,96 |                    |
|      | Timothy Hodge     | Australia     | 1:02,16 |                    |
| 4    | Ugo Didier        | Francia       | 1:02,20 |                    |
| 5    | Simone Barlaam    | Italia        | 1:02,92 |                    |
| 6    | Jesse Reynolds    | Nuova Zelanda | 1:04,60 |                    |
| 7    | Barry McClements  | Irlanda       | 1:05,76 |                    |
| 8    | Brenden Hall      | Australia     | 1:05,90 |                    |

### S10
| Pos. | Atleta             | Nazione     | Tempo   | Note            |
| ---- | ------------------ | ----------- | ------- | --------------- |
|      | Maksym Krypak      | Ucraina     | 57,19   | Record mondiale |
|      | Stefano Raimondi   | Italia      | 59,36   |                 |
|      | Florent Marais     | Francia     | 1.01,30 |                 |
| 4    | Riccardo Menciotti | Italia      | 1.01,46 |                 |
| 5    | Bas Takken         | Paesi Bassi | 1.01,52 |                 |
| 6    | Querijn Hensen     | Paesi Bassi | 1.02,19 |                 |
| 7    | Stanislav Popov    | Ucraina     | 1.03,54 |                 |
| 8    | Col Pearse         | Australia   | 1.04,41 |                 |

### S11
| Pos. | Atleta              | Nazione     | Tempo   | Note |
| ---- | ------------------- | ----------- | ------- | ---- |
|      | Mykhailo Serbin     | Ucraina     | 1:08,63 |      |
|      | Viktor Smyrnov      | Ucraina     | 1:09,36 |      |
|      | Yang Bozun          | Cina        | 1:09,62 |      |
| 4    | Rogier Dorsman      | Paesi Bassi | 1:10,10 |      |
| 5    | Már Gunnarsson      | Islanda     | 1:10,36 |      |
| 6    | Wojciech Makowski   | Polonia     | 1:10,55 |      |
| 7    | Oleksandr Artiukhov | Ucraina     | 1:11,83 |      |
| 8    | Marco Meneses       | Portogallo  | 1:12,68 |      |

### S12
| Pos. | Atleta                 | Nazione       | Tempo   | Note              |
| ---- | ---------------------- | ------------- | ------- | ----------------- |
|      | Raman Salei            | Azerbaigian   | 1:00,30 |                   |
|      | Serhiy Klippert        | Ucraina       | 1:00,71 |                   |
|      | Stephen Clegg          | Gran Bretagna | 1:01,27 |                   |
| 4    | Charalampos Taiganidis | Grecia        | 1:02,16 |                   |
| 5    | Roman Makarov          | RPC           | 1:02,85 |                   |
| 6    | Artur Saifutdinov      | RPC           | 1:07,36 |                   |
| 7    | Daniel Giraldo Correa  | Colombia      | 1:08,40 |                   |
| –    | Maksim Vashkevich      | Bielorussia   | –       | non ha gareggiato |

### S13
| Pos. | Atleta              | Nazione     | Tempo   | Note            |
| ---- | ------------------- | ----------- | ------- | --------------- |
|      | Ihar Boki           | Bielorussia | 56,36   | Record mondiale |
|      | Nicolas-Guy Turbide | Canada      | 59,70   |                 |
|      | Vladimir Sotnikov   | RPC         | 59,86   |                 |
| 4    | Oleksii Virchenko   | Ucraina     | 1:00,48 |                 |
| 5    | Thomas van Wanrooij | Paesi Bassi | 1:00,50 |                 |
| 6    | Kyrylo Garashchenko | Ucraina     | 1:02,13 |                 |
| 7    | Antti Latikka       | Finlandia   | 1:04,21 |                 |
| 8    | Genki Saito         | Giappone    | 1:04,56 |                 |

### S14
| Pos. | Atleta                 | Nazione       | Tempo   | Note                                  |
| ---- | ---------------------- | ------------- | ------- | ------------------------------------- |
|      | Benjamin Hance         | Australia     | 57,73   | Record paralimpico · Record oceaniano |
|      | Viacheslav Emeliantsev | RPC           | 59,05   | Record europeo                        |
|      | Reece Dunn             | Gran Bretagna | 59,97   |                                       |
| 4    | Jordan Catchpole       | Gran Bretagna | 1.00,96 |                                       |
| 5    | Lee In-Kook            | Corea del Sud | 1.00,98 |                                       |
| 6    | Mikhail Kuliabin       | RPC           | 1.01,15 |                                       |
| 7    | Vasyl Krainyk          | Ucraina       | 1.01,16 |                                       |
| 8    | Louis Lawlor           | Gran Bretagna | 1.01,80 |                                       |